# Alexander Nikolajewitsch Archipow
Alexander Nikolajewitsch Archipow (russisch Александр Николаевич Архипов; * 1788 (oder 1785); † 20. Septemberjul. / 2. Oktober 1836greg.) war ein russischer Bergingenieur und Metallurg.

## Leben
Archipow absolvierte die Ausbildung im 1804 gegründeten St. Petersburger Bergkadettenkorps mit Abschluss 1807.
Archipow begann seine Berufslaufbahn in einem Barnauler Hüttenwerk. 1812 wurde er Assistent des Oberbergprobierers des Departements für Berg- und Salzangelegenheiten der Regierung. 1820 wurde er in den Ural zu den Hüttenwerken der Jakowlew-Erben geschickt. 1823 wurde er in die Permer Bergverwaltung versetzt.
Nachdem 1824 im Goroblagodatski-Bezirk im Gouvernement Perm bedeutende Platin-Lagerstätten von dem Markscheider Wolchow und dem Bergingenieur Galjachowski nachgewiesen worden waren, untersuchte Archipow die Möglichkeiten für die praktischen Anwendungen dieses Materials. Er analysierte das Metall und fand, dass dieses russische Platin sich nicht von dem US-amerikanischen Platin unterschied. Mit Hilfe der Werkshandwerker fertigte er einen Ring, einen Teelöffel und ein Tintenfass an, die Alexander I. geschenkt wurden. Eine Monstranz wurde dem Bergkadettenkorps übergeben. Er legierte Platin mit Kupfer (20 %). Er beschichtete Porzellan und Glas mit Platin, was dann von der Kaiserlichen Porzellanmanufaktur St. Petersburg angewendet wurde. Er machte erste Versuche zum Legieren von Stahl mit Platin. Die so hergestellten Messer und Meißel zeichneten sich durch große Härte und Elastizität aus und wurden Alexander I. vorgeführt, der eine Ähnlichkeit mit dem indischen Wootz-Stahl feststellte. Später führten Semjon Badajew und insbesondere Pawel Anossow Archipows Untersuchungen fort.
1825 wurde Archipow zu den Goroblagodatskije-Hüttenwerken geschickt, um Erfahrungen mit der Regulierung der Arbeitsweisen zu sammeln. Er arbeitete dann in dem vom Departement für Berg- und Salzangelegenheiten berufenen Komitee für den Aufbau staatlicher Hüttenwerke mit, das schließlich ein Regelwerk für alle staatlichen Hüttenwerke erarbeitete. Das Regelwerk wurde 1829 in Kraft gesetzt. Er wurde zum Probierer und Berg-Mechaniker (im Rang eines Berghauptmanns 6. Klasse) der Goroblagodatskije-Hüttenwerke ernannt und arbeitete ab 1830 als Assistent des Bergchefs dieser Hüttenwerke. 1835 ging Archipow in den Ruhestand.